# Сьерра (порноактриса)
Сьерра (англ. Sierra, род. 13 января 1974, Вентура, Калифорния) — американская порноактриса, лауреатка премий AVN Awards и XRCO Award.

## Биография
Родилась 13 января 1974 года в Вентуре. Дебютировала в порноиндустрии в 1992 году, в возрасте 18 лет.
Снималась для таких студий, как Anabolic Video, Elegant Angel, Evil Angel, Wicked Pictures, VCA Pictures, Vivid Entertainment, Sin City и других. Первая сцена двойного проникновения — в фильме Double Penetration Virgins 2 — The Second Cumming студии Notorious.
В 1992 году получила премию XRCO Award в двух номинациях — лучшая групповая сцена, за Buttman’s Face Dance 1 (вместе с Энджел Эш, Крисси Энн, Рокко Сиффреди, Риком Смирсом, Шейлой Стоун, Томом Байроном, Тиффани Майнкс и Вуди Лонгом), и лучшая сцена анального секса, за Buttman’s Face Dance 2. В 1993 году снова победила на XRCO Award в номинации «лучшая групповая сцена» за роль в фильме Slave to Love (вместе с Бриттани О’Коннелл, Шоном Майклсом, Китти Юнг, Питером Нортом, Беатрис Валле, Рэнди Спирсом, Джалинн и T. T. Boy). В 1994 году получила AVN Awards в категории «лучшая парная сцена — видео» за Bikini Beach, Part 1 совместно с T.T. Boy.
Ушла из индустрии в 1996 году, снявшись в 165 фильмах.

## Награды
| Год  | Награда    | Категория                    | Работа                 | Результат |
| ---- | ---------- | ---------------------------- | ---------------------- | --------- |
| 1992 | XRCO Award | Лучшая групповая сцена       | Buttman’s Face Dance 1 | Победа    |
| 1992 | XRCO Award | Лучшая сцена анального секса | Buttman’s Face Dance 2 | Победа    |
| 1993 | XRCO Award | Лучшая групповая сцена       | Slave to Love          | Победа    |
| 1994 | AVN Awards | Лучшая парная сцена — видео  | Bikini Beach, Part 1   | Победа    |

## Избранная фильмография
- Bikini Beach, Part 1[5] (1993)
- Buttman’s Face Dance 1[6] (1992)
- Buttman’s Face Dance 2[7] (1992)
- Slave to Love[8] (1993)